# Contouring

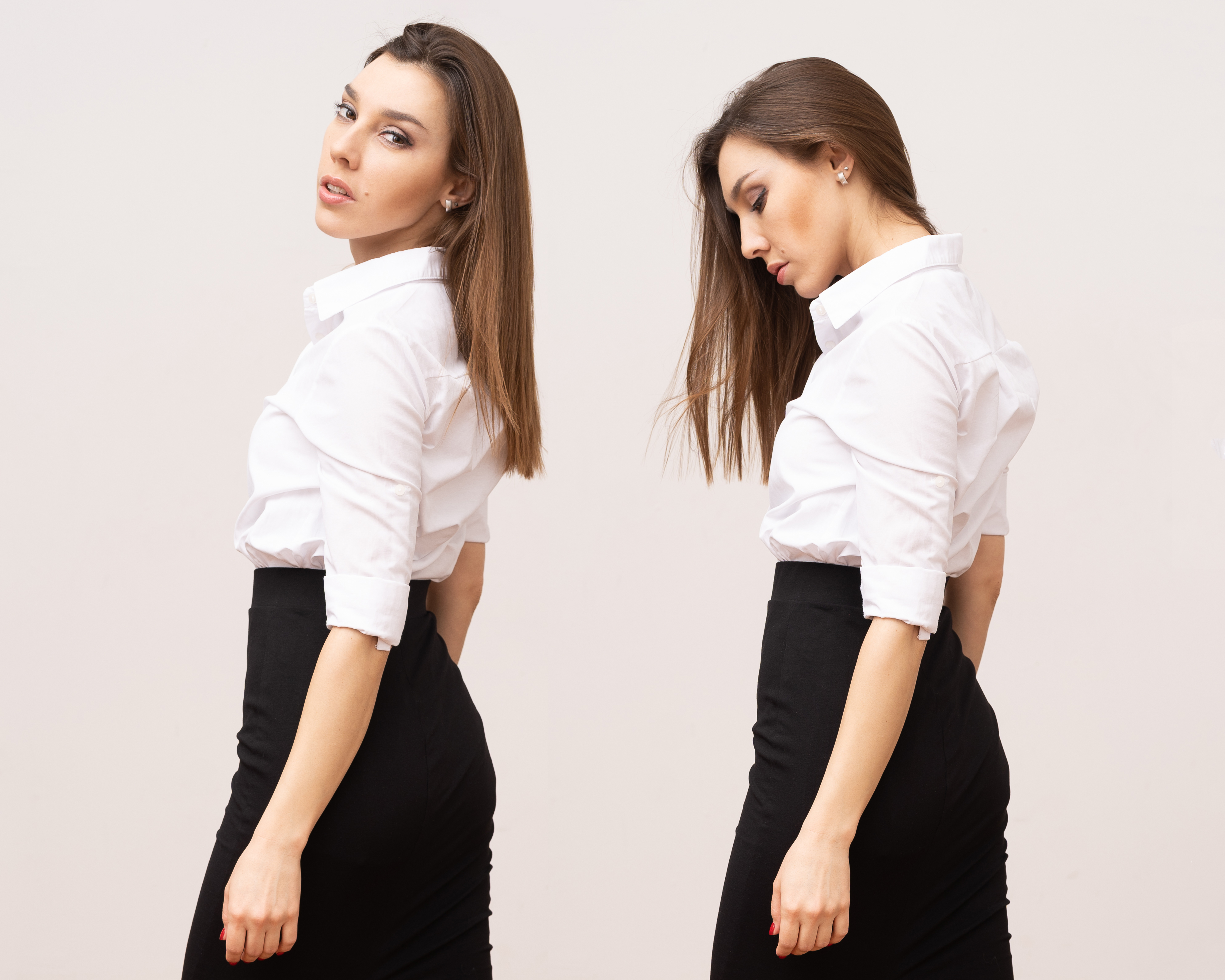
Vrouw met contouring op de jukbeenderen toegepast. Links een foto waarop de contouring goed uitkomt, rechts een pose waarop de contouring slecht uitkomt, maar de techniek beter zichtbaar is. In een normale dagelijkse situatie zou meer geblend worden. (2020)

Contouring is een make-uptechniek waarbij highlighter, bronzer, blush en andere vormen van (veelal gezichts)make-up gebruikt worden om delen van het gezicht of lichaam te benadrukken en andere juist meer in de schaduw te zetten. Hierdoor kan de vorm van het lichaam optisch aangepast worden.

## Geschiedenis
De techniek werd in eerste instantie gebruikt voor het toneel. In de 16e eeuw gebruikten toneelspelers - in die tijd nog allemaal mannen - licht krijt en donker roet om hun gezichten beter te laten spreken en zichtbaarder te maken voor hun publiek. In de 19e eeuw begon men hiervoor een vette verf, gemaakt uit een combinatie van dierlijke vetten en pigmenten, te gebruiken. Deze verf zag er beter uit in het opkomende kunstmatige licht.
In de 20ste eeuw werd het gebruik van dergelijke make-up populair op tv en in films. Wel met een duidelijke kanttekening. In de eerste helft van de 20ste eeuw was televisie en film nog grotendeels zwart-wit. Om de gezichten van de sterren beter te doen uitkomen, moesten atypische kleuren gebruikt worden. Zo toonde blauw op zwart-wit televisie als de donkere kleur die wij zijn gaan associëren met rood. De contouring die in deze tijd gedaan werd, was dus vele malen kleurrijker en minder natuurlijk dan het soort dat heden ten dage gebruikt wordt. Na de komst van kleurentelevisie in de jaren 1960 was dit minder noodzakelijk, maar tot die tijd werd contouring in kleur gedaan.
In de jaren 1980 en 1990 maakte contouring de overstap naar dragqueens die de techniek gebruikten om de meer mannelijke trekken uit hun gezicht te verzachten en het vrouwelijker aan te laten doen. De wijze waarop dragqueens contouring gebruikten, is, hoewel in meer overdreven vorm, de wijze waarop contouring nog altijd gebruikt wordt. Een paar decennia later, in de jaren 2010, maakte contouring de overstap van professionals naar het grotere publiek.

## Techniek

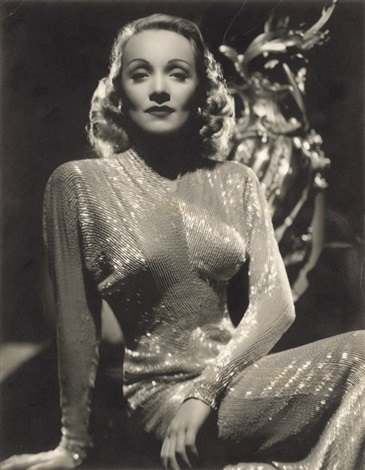
Marlène Dietrich met sterk aangezette jukbeenderen. Hoogstwaarschijnlijk is hierbij gebruik gemaakt van contouring (1941)

Het idee achter contouring is dat de gebruik(st)er nadruk legt op bepaalde delen van het gezicht en minder aandacht op andere delen. Hierbij wordt het eigen gezicht als uitgangspunt genomen, de eigen gezichtsvorm bepaalt het type contouring. In de regel worden de jukbeenderen sterk benadrukt en poogt men de neus smaller te maken. Daarnaast kan men - afhankelijk van de gezichtsvorm - bepaalde andere delen juist optisch smaller of breder maken. Wanneer je een onderkin hebt, kan bijvoorbeeld de illusie van een schaduw onder de kin worden gemaakt en een breed voorhoofd kan optisch smaller gemaakt worden.
Tegenwoordig zijn er speciale kits voor contouring, waar de benodigde kleuren al in zitten. In eerste instantie werd contouring echter gedaan met de producten die men al had, zoals bronzer, highlighter en blush. De punten die men wil verdiepen (schaduwen onder de kin, zijkanten van het hoofd, naast de neus en onder de jukbeenderen) krijgen een donkerdere tint uit de contouring kit of bronzer. Highlighter en blush kunnen vervolgens gebruikt worden op de plekken die de aandacht moeten trekken (puntje van de neus, appeltjes van de wangen, kin en voorhoofd). Deze contouring kleuren worden veelal over een basis van foundation en hier en daar concealer aangebracht. Tussen het aanbrengen door moet de kleur minder sterk gemaakt worden door te 'wrijven' met hand, beautyblender of make-upkwast. Dit wordt ook wel in navolging van het Engels 'blenden' genoemd. Blending zorgt ervoor dat het geheel er natuurlijk uit blijft zien; als de gebruik(st)er van de techniek onvoldoende blendt, valt meteen op dat de techniek is gebruikt en ziet het geheel er 'nep' uit. Eventueel kan tot slot een setting spray of poeder gebruikt worden om te zorgen dat de contouringmake-up op de juiste plek blijft zitten.

### Lichaam
Behalve het gezicht kan ook op het lichaam gebruik gemaakt worden van contouring. Hierbij wordt veelal alleen een donkere kleur gebruikt om de schaduwen van de buikspieren aan te zetten of die rondom de bovenkant van de borsten en sleutelbeenderen. De techniek wordt vaak gebruikt door modellen en dansers die op auditie gaan of door bodybuilders.